# Donald Hadfield
Donald James Fletcher Hadfield (* 23. Oktober 1931 in Winnipeg; † 18. Januar 2005 ebenda) war ein kanadischer Organist und Chorleiter.

## Leben
Hadfield begann seine musikalische Laufbahn als Chorknabe und studierte von 1946 bis 1953 Orgel bei Douglas Bodle und Hugh Bancroft. Er wirkte in seiner Heimatstadt als Organist und Chorleiter an der St James Anglican Church (1946–51), der St Aidan's Anglican Church (1951–53), der St John's Cathedral (1953–58), der All Saints’ Anglican Church (1958–65), dann an der St Matthias Church in Westmount (Montreal) (1965–67) und danach bis zu seiner Pensionierung 1990 erneut an der All Saints’.
Mit dem Chor der All Saints’ Anglican Church unternahm er vier Konzertreisen nach England (1979, 1982, 1985, 1989) und nahm zwei Alben mit Anthems und Hymnen auf: Through the Church Year with All Saints’ Winnipeg, 1970, und How Lovely Are Thy Dwellings, 1983.

## Quelle
- The Canadian Encyclopedia - Hadfield, Donald
- Nachruf in der Winnipeg Free Press vom 22. Januar 2005.

| Personendaten    | Personendaten                                        |
| ---------------- | ---------------------------------------------------- |
| NAME             | Hadfield, Donald                                     |
| ALTERNATIVNAMEN  | Hadfield, Donald James Fletcher (vollständiger Name) |
| KURZBESCHREIBUNG | kanadischer Organist, Chorleiter und Kirchenmusiker  |
| GEBURTSDATUM     | 23. Oktober 1931                                     |
| GEBURTSORT       | Winnipeg                                             |
| STERBEDATUM      | 18. Januar 2005                                      |
| STERBEORT        | Winnipeg                                             |